# Milan Jančuška
Milan Jančuška (* 21. října 1959, Liptovský Mikuláš) je bývalý slovenský hokejový obránce, v současnosti trenér.

## Hráčská kariéra
S hokejem začínal v Liptovském Mikuláši jako útočník, později se v Košicích stal obráncem. V sezóně 1979/1980 přišel do klubu VSŽ Košice, kde s výjimkou povinné vojenské služby v Dukle Trenčín (1982 - 1984) odehrál 10 sezón. V nejvyšší soutěži odehrál 392 zápasů, ve kterých vstřelil 92 branek. V sezóně 1990/1991 hrál ve finském klubu KooKoo Kouvola. Následně 5 sezón působil jako hrající trenér ve francouzském klubu HC Megève.

## Klubová statistika
| Sezóna  | Klub           | Liga   | Základní část | Základní část | Základní část | Základní část | Základní část | Základní část | Play-off | Play-off | Play-off | Play-off | Play-off | Play-off |
| Sezóna  | Klub           | Liga   | Z             | G             | A             | B             | TM            | + / -         | Z        | G        | A        | B        | TM       | + / -    |
| ------- | -------------- | ------ | ------------- | ------------- | ------------- | ------------- | ------------- | ------------- | -------- | -------- | -------- | -------- | -------- | -------- |
| 1979/80 | VSŽ Košice     | CSHL   | 32            | 7             | 2             | 9             | 28            | -             | -        | -        | -        | -        | -        | -        |
| 1980/81 | VSŽ Košice     | CSHL   | 43            | 17            | 13            | 30            | 40            | -             | -        | -        | -        | -        | -        | -        |
| 1981/82 | VSŽ Košice     | CSHL   | 32            | 9             | 2             | 11            | 10            | -             | -        | -        | -        | -        | -        | -        |
| 1982/83 | Dukla Trenčín  | I.SNHL | -             | 24            | -             | -             | -             | -             | -        | -        | -        | -        | -        | -        |
| 1983/84 | Dukla Trenčín  | CSHL   | 36            | 10            | 3             | 13            | 18            | -             | -        | -        | -        | -        | -        | -        |
| 1983/84 | VSŽ Košice     | CSHL   | 5             | 3             | 0             | 3             | 4             | -             | -        | -        | -        | -        | -        | -        |
| 1984/85 | VSŽ Košice     | CSHL   | 44            | 5             | 4             | 9             | 69            | -             | -        | -        | -        | -        | -        | -        |
| 1985/86 | VSŽ Košice     | CSHL   | 48            | 7             | 16            | 23            | -             | -             | -        | -        | -        | -        | -        | -        |
| 1986/87 | VSŽ Košice     | CSHL   | 21            | 3             | 0             | 3             | 30            | -             | 5        | 1        | 0        | 1        | -        | -        |
| 1987/88 | VSŽ Košice     | CSHL   | 42            | 7             | 9             | 16            | -             | -             | -        | -        | -        | -        | -        | -        |
| 1988/89 | VSŽ Košice     | CSHL   | 29            | 4             | 6             | 10            | -             | -             | 8        | 1        | 2        | 3        | -        | -        |
| 1989/90 | VSŽ Košice     | CSHL   | 45            | 17            | 14            | 31            | -             | -             | -        | -        | -        | -        | -        | -        |
| 1990/91 | KooKoo Kouvola | FIN-2  | 38            | 6             | 11            | 17            | 40            | -             | -        | -        | -        | -        | -        | -        |
| 1991/92 | HC Megève      | FRA-1  | -             | -             | -             | -             | -             | -             | -        | -        | -        | -        | -        | -        |
| 1992/93 | HC Megève      | FRA-1  | -             | -             | -             | -             | -             | -             | -        | -        | -        | -        | -        | -        |
| 1993/94 | HC Megève      | FRA-1  | -             | -             | -             | -             | -             | -             | -        | -        | -        | -        | -        | -        |
| 1994/95 | HC Megève      | FRA-2  | -             | -             | -             | -             | -             | -             | -        | -        | -        | -        | -        | -        |
| 1995/96 | HC Megève      | FRA-2  | -             | -             | -             | -             | -             | -             | -        | -        | -        | -        | -        | -        |
|         | Spolu          |        |               |               |               |               |               |               |          |          |          |          |          |          |

## Reprezentace
Na nejvyšší úrovni reprezentoval Československo od 16. prosince do 22. prosince 1989 v pěti zápasech, v nichž neskóroval.

## Trenérská kariéra
Po skončení kariéry začal trénovat mládež HC Košice, následující dvě sezóny byl asistentem u seniorského družstva. Pak následovala dvouletá práce v Popradu. Další tři sezóny trénoval spolu s Robertem Spišákem seniory Košic, v sezóně 2004/2005 francouzsky klub Sangliers Arvert de Clermont. Následně dvě sezóny působil v MHk 32 Liptovský Mikuláš, přičemž v první sezóně i jako asistent reprezentace do 20 let.
Od roku 2007 do 2010 byl trenérem polského klubu Podhale Nowy Targ, v dalších dvou sezónách KH Sanok, kde však v druhé sezóně skončil předčasně a sezónu dokončil v MsHK Žilina. Od sezóny 2012/2013 je trenérem HK Poprad.
- 1991 - 1996 - HC Megève
- 1996 - 1999 - HC Košice
- 1999 - 2001 - HK ŠKP Poprad
- 2001 - 2004 - HC Košice
- 2004 - 2005 - Sangliers Arvert de Clermont - Ferrand
- 2005 - 2007 - MHk 32 Liptovský Mikuláš
- 2007 - 2010 - Podhale Nowy Targ
- 2010 - 2012 - KH Sanok
- 2012 - 2012 - MsHK Žilina
- 2012 - dosud - HK Poprad